# SNCF 2D2 9100
Die 2D2 9100 ist eine Baureihe französischer Elektrolokomotiven für den Einsatz auf dem 1500-V-Gleichstromnetz, die ab 1950 in 35 Exemplaren von den Firmen Fives-Lille und CEM für die SNCF gebaut wurden.

## Geschichte
Die Entwicklung der 2D2 9100 begann unmittelbar nach dem Zweiten Weltkrieg zusammen mit den BB 8100. Es wurden 35 Lokomotiven nach den Plänen der vor dem Krieg gebauten 2D2-Loks mit einigen Verbesserungen gebaut. Sie wurden auf der neu elektrifizierten Strecke Paris – Lyon eingesetzt, bis die CC 7100 verfügbar waren. Die erste Lok wurde am 2. März 1950, die letzte am 31. Juli 1951 in Betrieb genommen.

## Technik
Die 2D2 9100 haben eine Leistung von 3687 kW. Die vier Triebachsen sind mit einem beidseitigen Buchli-Antrieb versehen, der für eine Höchstgeschwindigkeit von 140 km/h ausgelegt ist. Die Lokomotiven waren für stehende Bedienung ausgelegt und hatten nur Klappsitze für das Fahrpersonal, was verhindern sollte, dass die Lokführer während der Fahrt einschlafen. Sie waren die letzte Serie Elektrolokomotiven der SNCF mit Steifrahmen und Laufradsätzen. Es kam bewährte Technik zum Einsatz, die keine besonderen Probleme bereitete.

## Einsatz
Die Lokomotiven wurden auf dem Streckennetz südöstlich von Paris eingesetzt und befuhren neben der Strecke Paris – Lyon – Marseille auch die Strecken Dijon – Dole und Paris – Le Mans. Die 2D2 9100 waren in den Depots Laroche-Migennes, Lyon-Mouche und Villeneuve beheimatet. Die letzten Loks von Lyon-Mouche waren 1987 nur noch im Güterzugdienst eingeteilt, bevor sie ausrangiert wurden. Aufgrund ihrer großen Masse von 144 t sowie dem heiklen und teuren Unterhalt schieden sie aus dem Dienst aus.
Die 2D2 9101 legte im März 1954 in einem einzigen Monat 51.657 km zurück, was damals ein Weltrekord war.

## Erhaltene Lokomotiven
- Es ist nur eine einzige Lokomotive, die 2D2 9135, erhalten geblieben. Sie wird durch die Association Française de Conservation de Locomotives (AFCL)[2] betreut und gilt seit 1990 als denkmalgeschütztes Objekt.[3] Die Lok war zuerst im Depot Charolais in Paris-Bercy untergebracht und ist heute im Rundschuppen des Depots Ambérieu-en-Bugey untergebracht.

- Die 2D2 9134 ist Ende April 2008 verschrottet worden, nachdem sie mehr als 20 Jahre in Saint-Étienne erhalten geblieben war.

## Bilder

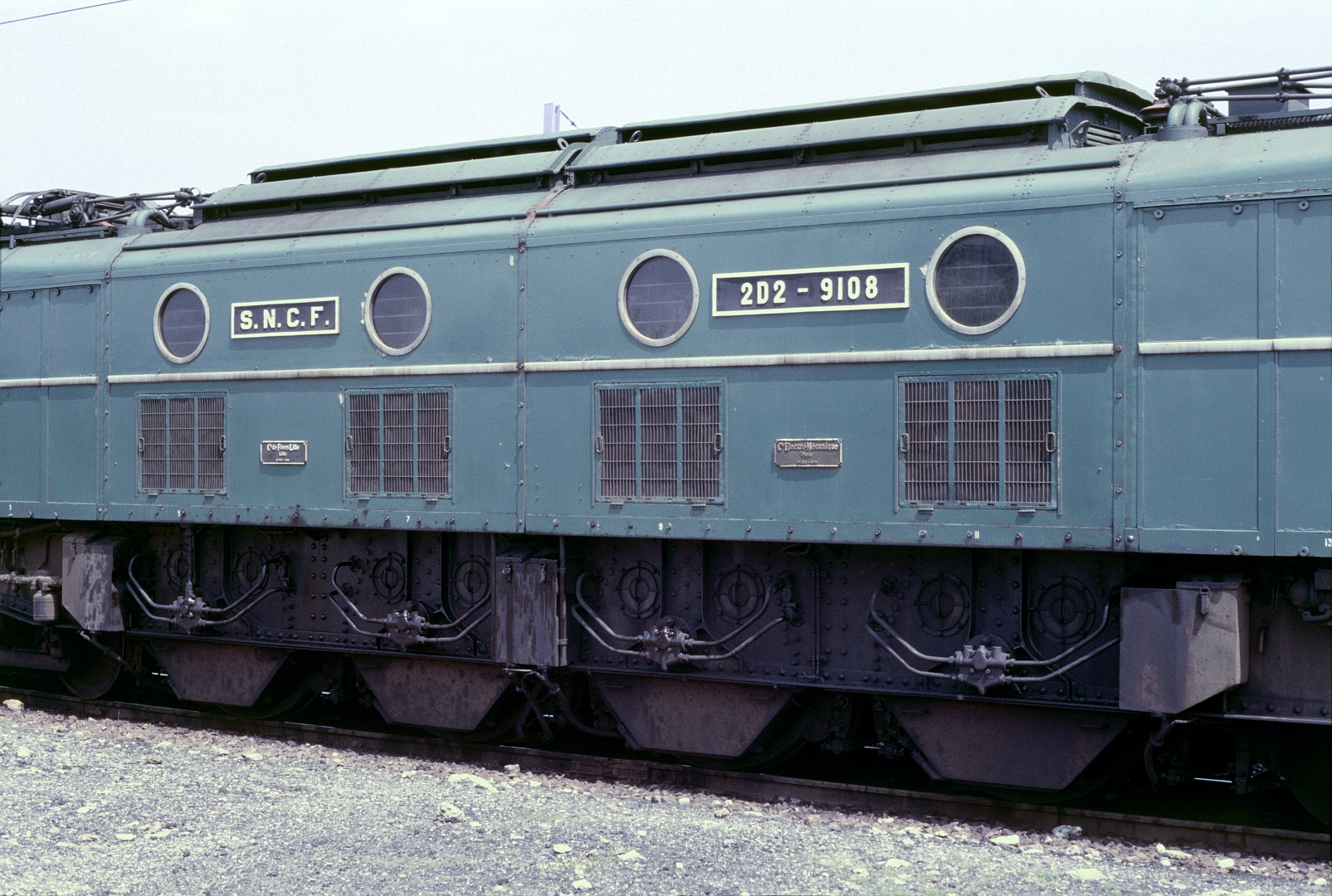
Blick auf den Mittelteil der 2D2 9108 mit den Buchli-Antrieben
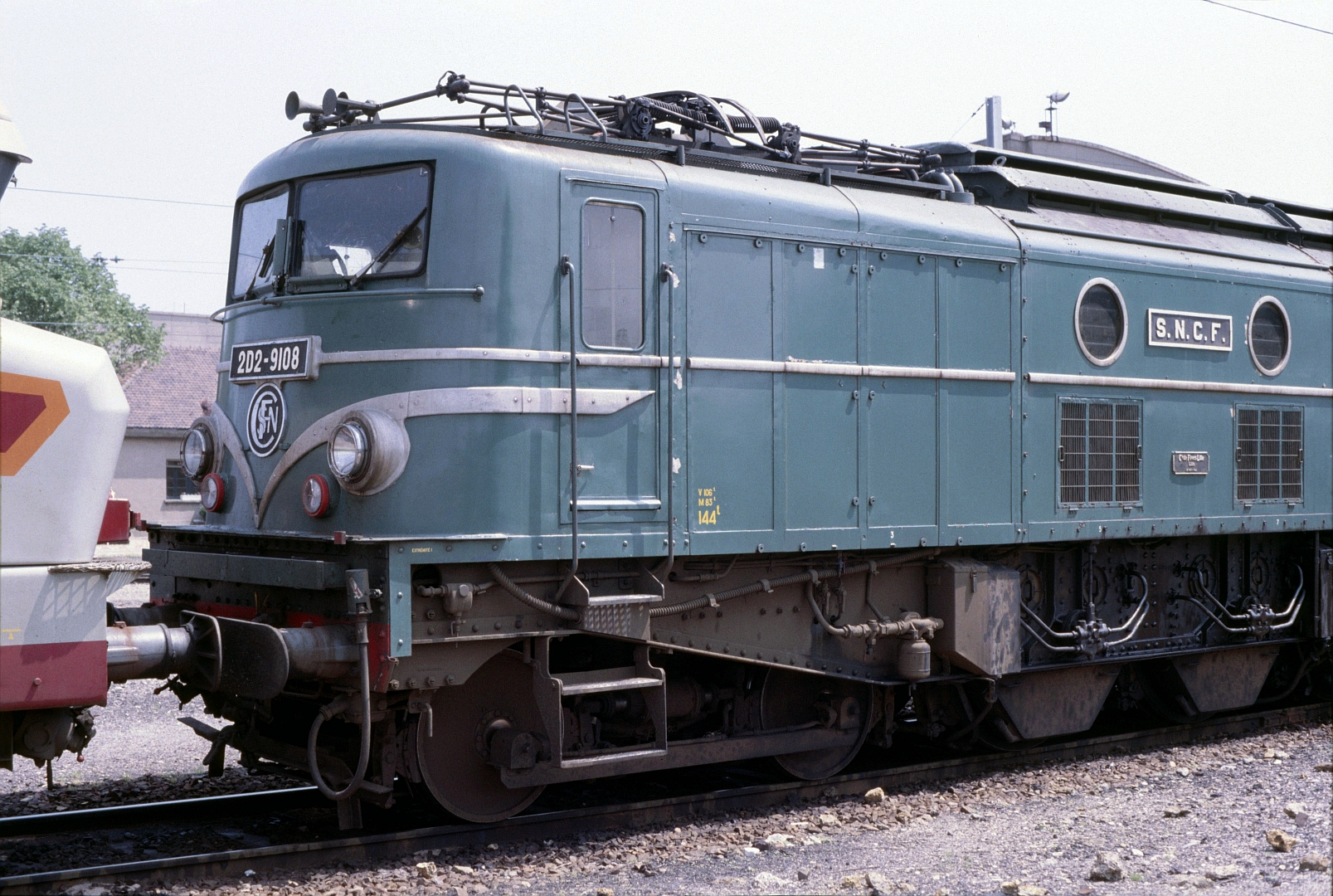
Front der 2D2 9108
Die 2D2 9130 in Sens im Sommer 1978
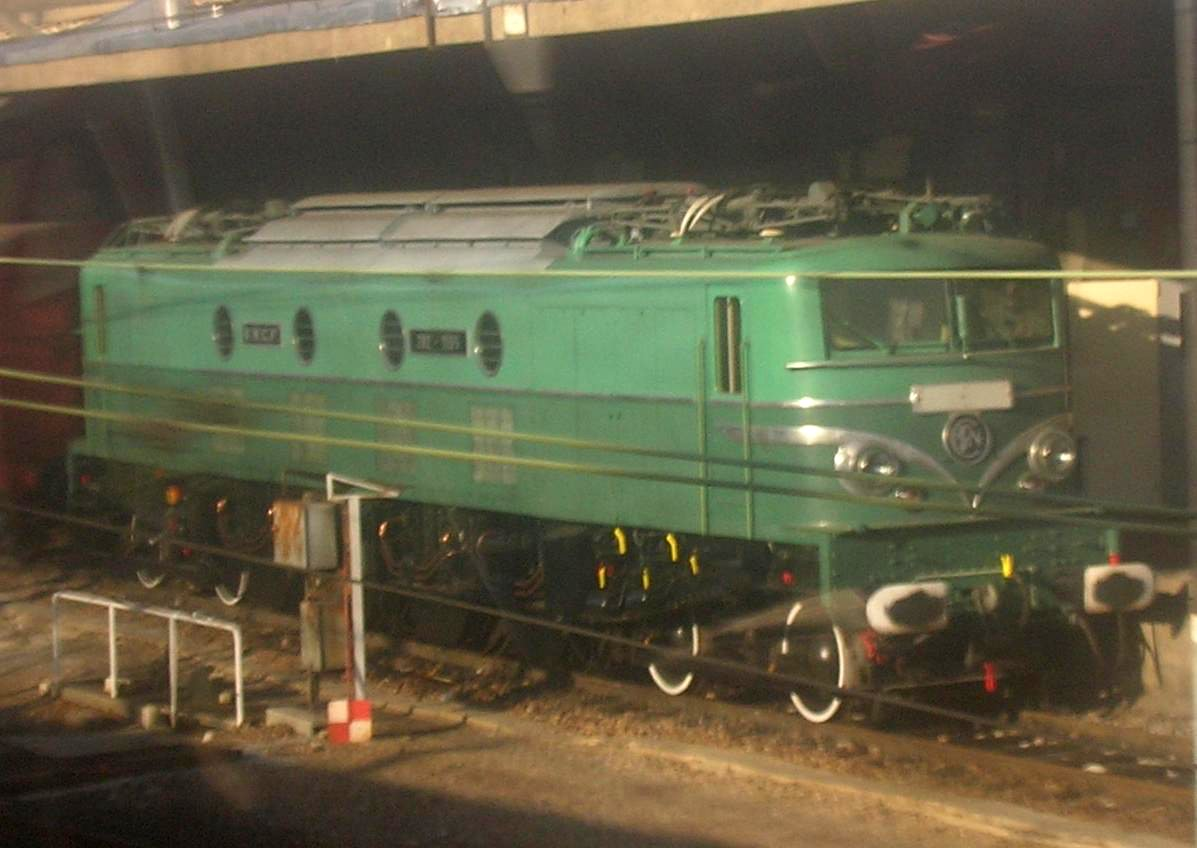
Die 2D2 9135 während der Aufarbeitung im Jahre 2005 beim Bahnhof Paris-Gare-de-Lyon